# Дубовець (Житомирський район)
Дубове́ць — село в Україні, у Березівській сільській територіальній громаді Житомирського району Житомирської області. Чисельність населення становить 429 осіб (2001).
У селі розташована однойменна станція Південно-Західної залізниці.

## Історія
Дубовець, інша назва — Дубовецька Буда (нім. Dubowetzka Buda, пол. Buda Dubowiecka) — виникло як німецька колонія у ХІХ сторіччі на орендованій землі у 20 км на північний захід від повітового міста Житомир Волинської губернії. Проживали німці-лютерани.
У 1906 році — село Пулинської волості Житомирського повіту Волинської губернії. Відстань від повітового міста 12 верст, від волості 25. Дворів 63, мешканців 503.
В 1923—1954 роках — центр однойменної сільської ради.
Село постраждало внаслідок геноциду українського народу, проведеного окупаційним урядом СРСР 1932—1933.
12 червня 2020 року, відповідно до розпорядження Кабінету Міністрів України № 711-р «Про визначення адміністративних центрів та затвердження територій територіальних громад Житомирської області», територію та населені пункти Березівської сільської ради Житомирського району включено до складу Березівської сільської територіальної громади Житомирського району Житомирської області.